# Luciano Sardelli
Luciano Mario Sardelli (San Vito dei Normanni, 31 ottobre 1955) è un politico italiano.

## Biografia

### Attività politica
Alle elezioni politiche del 1996 è candidato alla Camera dei Deputati, nella circoscrizione Puglia, nel collegio uninominale di Casarano sostenuto dal Polo per le Libertà, venendo sconfitto dal rivale de L'Ulivo Massimo D'Alema.
È eletto per la prima volta deputato alla Camera alle elezioni politiche del 2001, nel collegio uninominale di Mesagne.
Iscritto al gruppo parlamentare di Forza Italia, il 6 ottobre del 2005 lascia il partito e passa al gruppo misto. Durante la XIV legislatura è componente della IX commissione parlamentare (trasporti, poste e telecomunicazioni) e della commissione parlamentare per l'infanzia.
Alle elezioni politiche del 9 e 10 aprile 2006 si è candidato con la lista Lega Nord-Movimento per l'Autonomia, senza essere eletto.
In occasione delle elezioni politiche del 2008 è rieletto alla Camera con l'Mpa. Nel gennaio 2010 contribuisce a fondare un nuovo partito di ispirazione meridionale che sostiene la maggioranza, Noi Sud, di cui è eletto capogruppo. Il 18 gennaio 2011 i membri di Noi Sud si uniscono ad altri gruppi a sostegno del Governo Berlusconi IV, dando vita a Iniziativa Responsabile, di cui Sardelli ricopre l'incarico di capogruppo.
Il 14 ottobre 2011 in occasione del voto di fiducia al quarto governo Berlusconi, non partecipa alla votazione, appoggiandondo di fatto l'azione dei partiti di opposizione, e per questo viene raggiunto al telefono dal coordinatore del Pdl Denis Verdini e poi ricevuto dallo stesso Berlusconi nel timore che la sua decisione possa impedire il raggiungimento del quorum previsto.
Il capogruppo di Popolo e Territorio, movimento politico di cui faceva parte, Silvano Moffa, dopo la decisione di Sardelli di astenersi dal voto di fiducia in contrasto con la linea politica del suo gruppo parlamentare, invitava Sardelli ad uscire dal gruppo parlamentare stesso. Sardelli si è iscritto quindi al gruppo Misto.
Il 12 novembre 2011 Sardelli fonda insieme ai tre deputati ex Pdl Roberto Antonione, Fabio Gava e Giustina Destro, e al deputato del gruppo misto non iscritto ad alcuna componente, e anche lui ex Pdl, Giancarlo Pittelli, una nuova componente nel gruppo misto denominata "Liberali per l'Italia-PLI". Nel 2012 alla componente si aggiungono altri cinque deputati ex PdL della componente Italia Libera, usciti in dissenso dal gruppo rispetto alla linea di ostilità verso il governo tecnico presieduto da Monti: Gaetano Pecorella, Isabella Bertolini, Giorgio Stracquadanio, Roberto Tortoli e Franco Stradella, dando vita alla componente unitaria Italia Libera-Liberali per l'Italia-Partito Liberale Italiano, di cui Antonione sarà capogruppo unico.
Per le elezioni politiche del 2013 appoggia la lista Con Monti per l'Italia del premier uscente Mario Monti.

### La contestata elezione del 2001
L'elezione alla Camera dei deputati nel 2001 di Sardelli è dovuta ad un errore nel verbale dello scrutinio: candidato per la Casa delle Libertà nel collegio elettorale di Mesagne (BR), grazie ad un'inversione nella trascrizione delle schede scrutinate avvenuto nel seggio 7 di Latiano, che gli assegna un centinaio di voti in più e un centinaio in meno al rivale dell'Ulivo Cosimo Faggiano, Sardelli riesce a vincere il collegio per circa cento voti di scarto in più e va a ricoprire l'incarico di deputato.
Sottoposto il caso alla giunta per elezioni della Camera dei Deputati, questa si limita a ricontare le schede bianche e nulle senza modificare l'esito ufficiale; successivamente, dopo il ricorso di Faggiano alla magistratura per falso perseguibile d'ufficio, il tribunale non riscontra un reato nel verbale di seggio ma solo un mero errore materiale, archiviando il fatto (non essendoci reato, la competenza resta alla giunta per le elezioni) e Sardelli viene quindi confermato deputato nonostante l'iniziale disguido e l'errato calcolo dei voti complessivi del collegio.

## Opere
- Luciano Sardelli, Una storia poco onorevole, Koiné Nuove Edizioni, Roma, 2010.